# Euro RSCG Budapest
Az Euro RSCG Budapest egy magyar reklámügynökség, amely a francia Havas Archiválva 2012. május 15-i dátummal a Wayback Machine-ben csoporthoz tartozó Euro RSCG Worldwide 100%-os tulajdonában áll. A hazai leányvállalatot 1989-ben alapították.

## Szolgáltatásai
- Integrált kommunikációs szolgáltatások
- Online kommunikációs szolgáltatások (Euro RSCG Digital)
- Online médiatervezés és -vásárlás (Havas Digital Hungary)